# Justicia flaccida
Justicia flaccida är en akantusväxtart som beskrevs av Wilhelm Sulpiz Kurz. Justicia flaccida ingår i släktet Justicia och familjen akantusväxter. Inga underarter finns listade i Catalogue of Life.